# Roberto Brasileiro
Roberto Brasileiro Silva (Guimarânia, Minas Gerais, 2 de junho de 1951) é um pastor da Igreja Presbiteriana do Brasil (IPB), sendo pastor efetivo da Igreja Presbiteriana do Bairro Constantino, na cidade de Patrocínio (MG), desde sua organização em 1983.

## Biografia
Diretor do Instituto Bíblico Eduardo Lane (IBEL) desde 1988, atuando como professor de diversas disciplinas como Teologia Sistemática, Ética Cristã, Aconselhamento Pastoral, Administração Pastoral e Constituição da Igreja Presbiteriana do Brasil. Recebeu o título de Doutor Honoris Causa.
Roberto Brasileiro é um dos curadores do grupo educacional Mackenzie, que em Curitiba assumiu o Hospital Evangélico no ano de 2018, integrando-o à rede do Instituto Presbiteriano Mackenzie. 
É o presidente do Supremo Concílio da Igreja Presbiteriana do Brasil (IPB), eleito no ano de 2002, reeleito em 2006, 2010, 2014, 2018 e 2022.